# Pectinocallimus sericeus
Pectinocallimus sericeus är en skalbaggsart som beskrevs av Tatsuya Niisato 1989. Pectinocallimus sericeus ingår i släktet Pectinocallimus och familjen långhorningar. Inga underarter finns listade i Catalogue of Life.